# Sistemul piramidal de ligi de fotbal din România
Sistemul fotbalistic românesc este interconectat între ligile de fotbal pe club. Pentru sezonul 2024-2025, Liga a II-a va avea în componență o singură serie alcătuită din 22 cluburi, iar Liga a III-a, zece serii cu câte 10 cluburi, fiecare. Prima ligă a țării se dispută, folosind un sistem de play-off și play-out, pentru primele 6, respectiv ultimele 10 echipe, din sezonul regular.
| Nivel | Liga | Liga | Liga | Liga | Liga | Liga |
| ----- | --- | --- | --- | --- | --- | --- |
| 1     | SuperLiga 16 echipe | SuperLiga 16 echipe | SuperLiga 16 echipe | SuperLiga 16 echipe | SuperLiga 16 echipe | SuperLiga 16 echipe |
| 2     | Liga a II-a 22 echipe | Liga a II-a 22 echipe | Liga a II-a 22 echipe | Liga a II-a 22 echipe | Liga a II-a 22 echipe | Liga a II-a 22 echipe |
| 3     | Liga a III-a Seria 1 10 echipe | Liga a III-a Seria 2 10 echipe | Liga a III-a Seria 3 10 echipe | Liga a III-a Seria 4 10 echipe | Liga a III-a Seria 5 10 echipe | |
| 3     | Liga a III-a Seria 6 10 echipe | Liga a III-a Seria 7 10 echipe | Liga a III-a Seria 8 10 echipe | Liga a III-a Seria 9 10 echipe | Liga a III-a Seria 10 10 echipe | |
| 4     | Liga a IV-a Alba \| Liga a IV-a Arad \| Liga a IV-a Argeș \| Liga a IV-a Bacău \| Liga a IV-a Bihor \| Liga a IV-a Bistrița-Năsăud \| Liga a IV-a Botoșani \| Liga a IV-a Brașov \| Liga a IV-a Brăila \| Liga a IV-a București \| Liga a IV-a Buzău \| Liga a IV-a Caraș-Severin \| Liga a IV-a Călărași \| Liga a IV-a Cluj \| Liga a IV-a Constanța \| Liga a IV-a Covasna \| Liga a IV-a Dâmbovița \| Liga a IV-a Dolj \| Liga a IV-a Galați \| Liga a IV-a Giurgiu \| Liga a IV-a Gorj \| Liga a IV-a Harghita \| Liga a IV-a Hunedoara \| Liga a IV-a Ialomița \| Liga a IV-a Iași \| Liga a IV-a Ilfov \| Liga a IV-a Maramureș \| Liga a IV-a Mehedinți \| Liga a IV-a Mureș \| Liga a IV-a Neamț \| Liga a IV-a Olt \| Liga A Prahova \| Liga a IV-a Satu Mare \| Liga a IV-a Sălaj \| Liga a IV-a Sibiu \| Liga a IV-a Suceava \| Liga a IV-a Teleorman \| Liga a IV-a Timiș \| Liga a IV-a Tulcea \| Liga a IV-a Vaslui \| Liga a IV-a Vâlcea \| Liga a IV-a Vrancea (Se dispută toate în paralel) | Liga a IV-a Alba \| Liga a IV-a Arad \| Liga a IV-a Argeș \| Liga a IV-a Bacău \| Liga a IV-a Bihor \| Liga a IV-a Bistrița-Năsăud \| Liga a IV-a Botoșani \| Liga a IV-a Brașov \| Liga a IV-a Brăila \| Liga a IV-a București \| Liga a IV-a Buzău \| Liga a IV-a Caraș-Severin \| Liga a IV-a Călărași \| Liga a IV-a Cluj \| Liga a IV-a Constanța \| Liga a IV-a Covasna \| Liga a IV-a Dâmbovița \| Liga a IV-a Dolj \| Liga a IV-a Galați \| Liga a IV-a Giurgiu \| Liga a IV-a Gorj \| Liga a IV-a Harghita \| Liga a IV-a Hunedoara \| Liga a IV-a Ialomița \| Liga a IV-a Iași \| Liga a IV-a Ilfov \| Liga a IV-a Maramureș \| Liga a IV-a Mehedinți \| Liga a IV-a Mureș \| Liga a IV-a Neamț \| Liga a IV-a Olt \| Liga A Prahova \| Liga a IV-a Satu Mare \| Liga a IV-a Sălaj \| Liga a IV-a Sibiu \| Liga a IV-a Suceava \| Liga a IV-a Teleorman \| Liga a IV-a Timiș \| Liga a IV-a Tulcea \| Liga a IV-a Vaslui \| Liga a IV-a Vâlcea \| Liga a IV-a Vrancea (Se dispută toate în paralel) | Liga a IV-a Alba \| Liga a IV-a Arad \| Liga a IV-a Argeș \| Liga a IV-a Bacău \| Liga a IV-a Bihor \| Liga a IV-a Bistrița-Năsăud \| Liga a IV-a Botoșani \| Liga a IV-a Brașov \| Liga a IV-a Brăila \| Liga a IV-a București \| Liga a IV-a Buzău \| Liga a IV-a Caraș-Severin \| Liga a IV-a Călărași \| Liga a IV-a Cluj \| Liga a IV-a Constanța \| Liga a IV-a Covasna \| Liga a IV-a Dâmbovița \| Liga a IV-a Dolj \| Liga a IV-a Galați \| Liga a IV-a Giurgiu \| Liga a IV-a Gorj \| Liga a IV-a Harghita \| Liga a IV-a Hunedoara \| Liga a IV-a Ialomița \| Liga a IV-a Iași \| Liga a IV-a Ilfov \| Liga a IV-a Maramureș \| Liga a IV-a Mehedinți \| Liga a IV-a Mureș \| Liga a IV-a Neamț \| Liga a IV-a Olt \| Liga A Prahova \| Liga a IV-a Satu Mare \| Liga a IV-a Sălaj \| Liga a IV-a Sibiu \| Liga a IV-a Suceava \| Liga a IV-a Teleorman \| Liga a IV-a Timiș \| Liga a IV-a Tulcea \| Liga a IV-a Vaslui \| Liga a IV-a Vâlcea \| Liga a IV-a Vrancea (Se dispută toate în paralel) | Liga a IV-a Alba \| Liga a IV-a Arad \| Liga a IV-a Argeș \| Liga a IV-a Bacău \| Liga a IV-a Bihor \| Liga a IV-a Bistrița-Năsăud \| Liga a IV-a Botoșani \| Liga a IV-a Brașov \| Liga a IV-a Brăila \| Liga a IV-a București \| Liga a IV-a Buzău \| Liga a IV-a Caraș-Severin \| Liga a IV-a Călărași \| Liga a IV-a Cluj \| Liga a IV-a Constanța \| Liga a IV-a Covasna \| Liga a IV-a Dâmbovița \| Liga a IV-a Dolj \| Liga a IV-a Galați \| Liga a IV-a Giurgiu \| Liga a IV-a Gorj \| Liga a IV-a Harghita \| Liga a IV-a Hunedoara \| Liga a IV-a Ialomița \| Liga a IV-a Iași \| Liga a IV-a Ilfov \| Liga a IV-a Maramureș \| Liga a IV-a Mehedinți \| Liga a IV-a Mureș \| Liga a IV-a Neamț \| Liga a IV-a Olt \| Liga A Prahova \| Liga a IV-a Satu Mare \| Liga a IV-a Sălaj \| Liga a IV-a Sibiu \| Liga a IV-a Suceava \| Liga a IV-a Teleorman \| Liga a IV-a Timiș \| Liga a IV-a Tulcea \| Liga a IV-a Vaslui \| Liga a IV-a Vâlcea \| Liga a IV-a Vrancea (Se dispută toate în paralel) | Liga a IV-a Alba \| Liga a IV-a Arad \| Liga a IV-a Argeș \| Liga a IV-a Bacău \| Liga a IV-a Bihor \| Liga a IV-a Bistrița-Năsăud \| Liga a IV-a Botoșani \| Liga a IV-a Brașov \| Liga a IV-a Brăila \| Liga a IV-a București \| Liga a IV-a Buzău \| Liga a IV-a Caraș-Severin \| Liga a IV-a Călărași \| Liga a IV-a Cluj \| Liga a IV-a Constanța \| Liga a IV-a Covasna \| Liga a IV-a Dâmbovița \| Liga a IV-a Dolj \| Liga a IV-a Galați \| Liga a IV-a Giurgiu \| Liga a IV-a Gorj \| Liga a IV-a Harghita \| Liga a IV-a Hunedoara \| Liga a IV-a Ialomița \| Liga a IV-a Iași \| Liga a IV-a Ilfov \| Liga a IV-a Maramureș \| Liga a IV-a Mehedinți \| Liga a IV-a Mureș \| Liga a IV-a Neamț \| Liga a IV-a Olt \| Liga A Prahova \| Liga a IV-a Satu Mare \| Liga a IV-a Sălaj \| Liga a IV-a Sibiu \| Liga a IV-a Suceava \| Liga a IV-a Teleorman \| Liga a IV-a Timiș \| Liga a IV-a Tulcea \| Liga a IV-a Vaslui \| Liga a IV-a Vâlcea \| Liga a IV-a Vrancea (Se dispută toate în paralel) | Liga a IV-a Alba \| Liga a IV-a Arad \| Liga a IV-a Argeș \| Liga a IV-a Bacău \| Liga a IV-a Bihor \| Liga a IV-a Bistrița-Năsăud \| Liga a IV-a Botoșani \| Liga a IV-a Brașov \| Liga a IV-a Brăila \| Liga a IV-a București \| Liga a IV-a Buzău \| Liga a IV-a Caraș-Severin \| Liga a IV-a Călărași \| Liga a IV-a Cluj \| Liga a IV-a Constanța \| Liga a IV-a Covasna \| Liga a IV-a Dâmbovița \| Liga a IV-a Dolj \| Liga a IV-a Galați \| Liga a IV-a Giurgiu \| Liga a IV-a Gorj \| Liga a IV-a Harghita \| Liga a IV-a Hunedoara \| Liga a IV-a Ialomița \| Liga a IV-a Iași \| Liga a IV-a Ilfov \| Liga a IV-a Maramureș \| Liga a IV-a Mehedinți \| Liga a IV-a Mureș \| Liga a IV-a Neamț \| Liga a IV-a Olt \| Liga A Prahova \| Liga a IV-a Satu Mare \| Liga a IV-a Sălaj \| Liga a IV-a Sibiu \| Liga a IV-a Suceava \| Liga a IV-a Teleorman \| Liga a IV-a Timiș \| Liga a IV-a Tulcea \| Liga a IV-a Vaslui \| Liga a IV-a Vâlcea \| Liga a IV-a Vrancea (Se dispută toate în paralel) |
| 5     | Liga a V-a Alba \| Liga a V-a Arad \| Liga a V-a Argeș \| Liga a V-a Bacău \| Liga a V-a Bihor \| Liga a V-a Bistrița-Năsăud \| Liga a V-a Botoșani \| Liga a V-a Brașov \| Liga a V-a Brăila \| Liga a V-a Buzău \| Liga a V-a Caraș-Severin \| Liga a V-a Călărași \| Liga a V-a Cluj \| Liga a V-a Constanța \| Liga a V-a Covasna \| Liga a V-a Dâmbovița \| Liga a V-a Dolj \| Liga a V-a Galați \| Liga a V-a Giurgiu \| Liga a V-a Gorj \| Liga a V-a Harghita \| Liga a V-a Hunedoara \| Liga a V-a Ialomița \| Liga a V-a Iași \| Liga a V-a Ilfov \| Liga a V-a Maramureș \| Liga a V-a Mehedinți \| Liga a V-a Mureș \| Liga a V-a Neamț \| Liga a V-a Olt \| Liga B Prahova \| Liga a V-a Satu Mare \| Liga a V-a Sălaj \| Liga a V-a Sibiu \| Liga a V-a Suceava \| Liga a V-a Teleorman \| Liga a V-a Timiș \| Liga a V-a Tulcea \| Liga a V-a Vaslui \| Liga a V-a Vâlcea \| Liga a V-a Vrancea (Se dispută toate în paralel)                                                                  | Liga a V-a Alba \| Liga a V-a Arad \| Liga a V-a Argeș \| Liga a V-a Bacău \| Liga a V-a Bihor \| Liga a V-a Bistrița-Năsăud \| Liga a V-a Botoșani \| Liga a V-a Brașov \| Liga a V-a Brăila \| Liga a V-a Buzău \| Liga a V-a Caraș-Severin \| Liga a V-a Călărași \| Liga a V-a Cluj \| Liga a V-a Constanța \| Liga a V-a Covasna \| Liga a V-a Dâmbovița \| Liga a V-a Dolj \| Liga a V-a Galați \| Liga a V-a Giurgiu \| Liga a V-a Gorj \| Liga a V-a Harghita \| Liga a V-a Hunedoara \| Liga a V-a Ialomița \| Liga a V-a Iași \| Liga a V-a Ilfov \| Liga a V-a Maramureș \| Liga a V-a Mehedinți \| Liga a V-a Mureș \| Liga a V-a Neamț \| Liga a V-a Olt \| Liga B Prahova \| Liga a V-a Satu Mare \| Liga a V-a Sălaj \| Liga a V-a Sibiu \| Liga a V-a Suceava \| Liga a V-a Teleorman \| Liga a V-a Timiș \| Liga a V-a Tulcea \| Liga a V-a Vaslui \| Liga a V-a Vâlcea \| Liga a V-a Vrancea (Se dispută toate în paralel)                                                                  | Liga a V-a Alba \| Liga a V-a Arad \| Liga a V-a Argeș \| Liga a V-a Bacău \| Liga a V-a Bihor \| Liga a V-a Bistrița-Năsăud \| Liga a V-a Botoșani \| Liga a V-a Brașov \| Liga a V-a Brăila \| Liga a V-a Buzău \| Liga a V-a Caraș-Severin \| Liga a V-a Călărași \| Liga a V-a Cluj \| Liga a V-a Constanța \| Liga a V-a Covasna \| Liga a V-a Dâmbovița \| Liga a V-a Dolj \| Liga a V-a Galați \| Liga a V-a Giurgiu \| Liga a V-a Gorj \| Liga a V-a Harghita \| Liga a V-a Hunedoara \| Liga a V-a Ialomița \| Liga a V-a Iași \| Liga a V-a Ilfov \| Liga a V-a Maramureș \| Liga a V-a Mehedinți \| Liga a V-a Mureș \| Liga a V-a Neamț \| Liga a V-a Olt \| Liga B Prahova \| Liga a V-a Satu Mare \| Liga a V-a Sălaj \| Liga a V-a Sibiu \| Liga a V-a Suceava \| Liga a V-a Teleorman \| Liga a V-a Timiș \| Liga a V-a Tulcea \| Liga a V-a Vaslui \| Liga a V-a Vâlcea \| Liga a V-a Vrancea (Se dispută toate în paralel)                                                                  | Liga a V-a Alba \| Liga a V-a Arad \| Liga a V-a Argeș \| Liga a V-a Bacău \| Liga a V-a Bihor \| Liga a V-a Bistrița-Năsăud \| Liga a V-a Botoșani \| Liga a V-a Brașov \| Liga a V-a Brăila \| Liga a V-a Buzău \| Liga a V-a Caraș-Severin \| Liga a V-a Călărași \| Liga a V-a Cluj \| Liga a V-a Constanța \| Liga a V-a Covasna \| Liga a V-a Dâmbovița \| Liga a V-a Dolj \| Liga a V-a Galați \| Liga a V-a Giurgiu \| Liga a V-a Gorj \| Liga a V-a Harghita \| Liga a V-a Hunedoara \| Liga a V-a Ialomița \| Liga a V-a Iași \| Liga a V-a Ilfov \| Liga a V-a Maramureș \| Liga a V-a Mehedinți \| Liga a V-a Mureș \| Liga a V-a Neamț \| Liga a V-a Olt \| Liga B Prahova \| Liga a V-a Satu Mare \| Liga a V-a Sălaj \| Liga a V-a Sibiu \| Liga a V-a Suceava \| Liga a V-a Teleorman \| Liga a V-a Timiș \| Liga a V-a Tulcea \| Liga a V-a Vaslui \| Liga a V-a Vâlcea \| Liga a V-a Vrancea (Se dispută toate în paralel)                                                                  | Liga a V-a Alba \| Liga a V-a Arad \| Liga a V-a Argeș \| Liga a V-a Bacău \| Liga a V-a Bihor \| Liga a V-a Bistrița-Năsăud \| Liga a V-a Botoșani \| Liga a V-a Brașov \| Liga a V-a Brăila \| Liga a V-a Buzău \| Liga a V-a Caraș-Severin \| Liga a V-a Călărași \| Liga a V-a Cluj \| Liga a V-a Constanța \| Liga a V-a Covasna \| Liga a V-a Dâmbovița \| Liga a V-a Dolj \| Liga a V-a Galați \| Liga a V-a Giurgiu \| Liga a V-a Gorj \| Liga a V-a Harghita \| Liga a V-a Hunedoara \| Liga a V-a Ialomița \| Liga a V-a Iași \| Liga a V-a Ilfov \| Liga a V-a Maramureș \| Liga a V-a Mehedinți \| Liga a V-a Mureș \| Liga a V-a Neamț \| Liga a V-a Olt \| Liga B Prahova \| Liga a V-a Satu Mare \| Liga a V-a Sălaj \| Liga a V-a Sibiu \| Liga a V-a Suceava \| Liga a V-a Teleorman \| Liga a V-a Timiș \| Liga a V-a Tulcea \| Liga a V-a Vaslui \| Liga a V-a Vâlcea \| Liga a V-a Vrancea (Se dispută toate în paralel)                                                                  | Liga a V-a Alba \| Liga a V-a Arad \| Liga a V-a Argeș \| Liga a V-a Bacău \| Liga a V-a Bihor \| Liga a V-a Bistrița-Năsăud \| Liga a V-a Botoșani \| Liga a V-a Brașov \| Liga a V-a Brăila \| Liga a V-a Buzău \| Liga a V-a Caraș-Severin \| Liga a V-a Călărași \| Liga a V-a Cluj \| Liga a V-a Constanța \| Liga a V-a Covasna \| Liga a V-a Dâmbovița \| Liga a V-a Dolj \| Liga a V-a Galați \| Liga a V-a Giurgiu \| Liga a V-a Gorj \| Liga a V-a Harghita \| Liga a V-a Hunedoara \| Liga a V-a Ialomița \| Liga a V-a Iași \| Liga a V-a Ilfov \| Liga a V-a Maramureș \| Liga a V-a Mehedinți \| Liga a V-a Mureș \| Liga a V-a Neamț \| Liga a V-a Olt \| Liga B Prahova \| Liga a V-a Satu Mare \| Liga a V-a Sălaj \| Liga a V-a Sibiu \| Liga a V-a Suceava \| Liga a V-a Teleorman \| Liga a V-a Timiș \| Liga a V-a Tulcea \| Liga a V-a Vaslui \| Liga a V-a Vâlcea \| Liga a V-a Vrancea (Se dispută toate în paralel)                                                                  |
| 6     | Liga a VI-a Dâmbovița \| Liga a VI-a Dolj \| Liga a VI-a Harghita \| Liga a VI-a Mureș \| Liga C Prahova \| Liga a VI-a Timiș \| Liga a VI-a Arad \| (Se dispută toate în paralel) | Liga a VI-a Dâmbovița \| Liga a VI-a Dolj \| Liga a VI-a Harghita \| Liga a VI-a Mureș \| Liga C Prahova \| Liga a VI-a Timiș \| Liga a VI-a Arad \| (Se dispută toate în paralel) | Liga a VI-a Dâmbovița \| Liga a VI-a Dolj \| Liga a VI-a Harghita \| Liga a VI-a Mureș \| Liga C Prahova \| Liga a VI-a Timiș \| Liga a VI-a Arad \| (Se dispută toate în paralel) | Liga a VI-a Dâmbovița \| Liga a VI-a Dolj \| Liga a VI-a Harghita \| Liga a VI-a Mureș \| Liga C Prahova \| Liga a VI-a Timiș \| Liga a VI-a Arad \| (Se dispută toate în paralel) | Liga a VI-a Dâmbovița \| Liga a VI-a Dolj \| Liga a VI-a Harghita \| Liga a VI-a Mureș \| Liga C Prahova \| Liga a VI-a Timiș \| Liga a VI-a Arad \| (Se dispută toate în paralel) | Liga a VI-a Dâmbovița \| Liga a VI-a Dolj \| Liga a VI-a Harghita \| Liga a VI-a Mureș \| Liga C Prahova \| Liga a VI-a Timiș \| Liga a VI-a Arad \| (Se dispută toate în paralel) |

## Piramida la fotbal feminin
O ligă de nivel al doilea a fost înființată pentru prima dată în 2013. Înainte de asta nu existau suficiente cluburi de fotbal feminin pentru asta și toate jucau în singura ligă a țării. Acum, un sistem cu trei ligi este în curs de revizuire și posibile schimbări pot fi observate în viitorul apropiat.
| Nivel | Ligi/Divizii                   | Ligi/Divizii                   | Ligi/Divizii                    | Ligi/Divizii                    | Ligi/Divizii                     | Ligi/Divizii                     |
| ----- | ------------------------------ | ------------------------------ | ------------------------------- | ------------------------------- | -------------------------------- | -------------------------------- |
| 1     | Superliga 8 cluburi            | Superliga 8 cluburi            | Superliga 8 cluburi             | Superliga 8 cluburi             | Superliga 8 cluburi              | Superliga 8 cluburi              |
| 2     | Liga a II-a Seria I 10 cluburi | Liga a II-a Seria I 10 cluburi | Liga a II-a Seria I 10 cluburi  | Liga a II-a Seria II 10 cluburi | Liga a II-a Seria II 10 cluburi  | Liga a II-a Seria II 10 cluburi  |
| 3     | Liga a III-a Seria I 6 cluburi | Liga a III-a Seria I 6 cluburi | Liga a III-a Seria II 6 cluburi | Liga a III-a Seria II 6 cluburi | Liga a III-a Seria III 6 cluburi | Liga a III-a Seria III 6 cluburi |